# Antonio Mattioni
Antonio Mattioni (Cividale del Friuli, 20 giugno 1880 – Udine, 11 gennaio 1961) è stato un ingegnere italiano.
Considerato il padre dell'aeroplano a reazione, anche se la paternità di questa ardita realizzazione della tecnica aviatoria moderna viene attribuita all'inglese Frank Whittle, il cui apparecchio spiccò il suo primo volo nel 1940.
In realtà, già diciassette anni prima, fra gli ultimi giorni del 1923 ed i primi del 1924, il primo aeroplano a reazione di Antonio Mattioni spiccò i primi voli (rimasti poi ultimi per mancanza di fondi) sul campo di Marte di Firenze. Quei giorni furono per Mattioni la legittima conclusione pratica di una dozzina di anni di studio.
Fin dal 1909, quando ancora l'aviazione stava uscendo dai periodi eroici della sua infanzia, Mattioni aveva intrapreso a studiare il motore a reazione.
Fra i primi disegni è la costruzione della Botte volante o aereo botte che spiccò il volo al campo di Marte di Firenze. Dal 29 dicembre 1923 e per parecchie settimane del 1924, Mattioni presentava una documentazione ufficiale sufficientemente esauriente, così da ottenere due successivi brevetti sul primo motore a reazione. Un brevetto fu poi ottenuto in Francia, ed uno nei Paesi Bassi. E la Botte volante, così detta dalla sua caratteristica forma, spiccò il volo.
Antonio Mattioni sviluppò anche degli ombrelli ripiegabili, di cui cedette i brevetti ad un commerciante londinese durante un suo soggiorno nella capitale inglese.
Il 20 gennaio 1950 Mattioni ricevette un primo modesto riconoscimento finanziario dal Ministero della Difesa dell'Aeronautica (30 000 lire).
Negli anni '80 gli è stato intitolato il nome dell'I.P.S.I.A di Cividale del Friuli, ora a Rubignacco (frazione di Cividale).